# Nguyễn Văn Luông (Sáu Luông)
Nguyễn Văn Luông tức Sáu Luông (1902–1946) là một liệt sĩ, người lãnh đạo nhân dân vùng Cây Da Sà khởi nghĩa cướp chính quyền năm 1945.

## Tiểu sử
Nguyễn Văn Luông sinh tại Chợ Lớn, là công nhân thợ hồ, tham gia cách mạng năm 1929. Ông gia nhập Đảng Cộng sản Đông Dương năm 1934, giữ chức vụ ủy viên Cấp ủy thuộc Thành ủy Sài Gòn – Gia Định.
Ông tham gia "Hội kín" tại địa bàn quận 6, xây dựng cơ sở tại Hộ 15, vùng Cây Da Sà và thành lập trụ sở Ủy ban hành động – Sưu tập dân nguyện Bình Chánh – Gia Định (nay là số 597 đường An Dương Vương, phường An Lạc A, quận Bình Tân, Thành phố Hồ Chí Minh). Năm 1945, ông lãnh đạo nhân dân vùng Cây Da Sà khởi nghĩa cướp chính quyền. Ngày 10 tháng 1 năm 1946, ông bị địch bắt và tiêm thuốc độc vào người.

## Vinh danh
Ở Thành phố Hồ Chí Minh có một con đường ,một ngôi trường Tiểu học và một ngôi trường Trung học cơ sở mang tên ông.